# CBN Ribeirão Preto
CBN Ribeirão Preto é uma emissora de rádio brasileira sediada em Ribeirão Preto, interior de São Paulo. Opera no dial FM, na frequência 90.5 MHz, e é afiliada à CBN. É parte integrante das EP Rádios, subsidiária do Grupo EP que controla as emissoras de rádio do conglomerado. Seus estúdios estão localizados na sede da EPTV Ribeirão no Jardim Ipiranga, juntamente com sua co-irmã Jovem Pan FM Ribeirão Preto, e seus transmissores estão no alto do Morro da Conquista, no limite do município de Ribeirão Preto com Sertãozinho.

## História
Antes da fundação da CBN Ribeirão Preto, a CBN teve passagem pelo município na frequência que hoje atua a repetidora da Clube 1 em 96,7 MHz, pertencente ao Grupo Thathi de Comunicação. Em 2009, quando deixou a afiliação com a CBN, a emissora passou a integrar a rede BandNews FM.
Antes da chegada da atual CBN, o grupo operou a rádio Regional FM, uma emissora independente de estilo popular que durou até 2005. Neste ano, foi assinado um contrato de afiliação com a Band FM, onde a emissora passou a ser chamada de Band FM Ribeirão Preto. Durante o período em que permaneceu com a afiliação, a emissora não seguia a programação de rede da Band FM, situação alterada em 2012. O contrato durou até dezembro de 2012, quando já estava em expectativa de estreia para se tornar uma afiliada da CBN. No entanto, o contrato com a Band FM não foi prorrogado e a partir de janeiro de 2013 a Regional FM retornou para uma curta operação, somente para realizar preparativos da estreia da nova emissora. Em 18 de fevereiro de 2013, a Regional FM passou a executar uma programação musical baseada no estilo adulto-contemporâneo e chamadas da estreia da CBN para março.
A CBN Ribeirão Preto estreou oficialmente na madrugada de 5 de março de 2013. Na época, o diretor regional da EPTV, Marcos Cesário Frateschi, afirmou que a rádio contava inicialmente com um equipe de 16 profissionais: dez jornalistas e seis de equipe técnica e departamento comercial. Em agosto de 2014, a rádio expandiu sua área de cobertura realizando ajustes técnicos em sua transmissão.

## Equipe esportiva
- Mário Oliveira, narração;
- Luan Amaral e João Fagiolo, comentaristas;
- Felipe Melo e Luís Augusto, repórteres;
- Henderson Brasil, plantonista da Central da Bola